# Can Sala (Santa Pau)
Can Sala és una masia de Santa Pau a la comarca de la Garrotxa inclosa en l'Inventari del Patrimoni Arquitectònic de Catalunya.

## Descripció
Can Sala no va ser una masia de caràcter senyorial-residencial, i no va ser construït segons un pla racional d'un arquitecte. Ha esdevingut una gran masia gràcies a molts afegitons bastits en èpoques successives. Segons l'historiador Grabolosa, és molt possible que remunti a l'època feudal. Avui, les traces arquitectòniques més importants pertanyen al segle xix, moment en què la masia es va ampliar considerablement. És una construcció de carreus, molt ben treballats als angles i en les obertures.

## Història
La masia de Can Sala va començar, segurament, per ser una petita casa dedicada a les tasques del camp. A l'edifici primitiu s'hi afegiren cossos i estructures noves donant com a resultat el seu aspecte actual, amb una planta totalment asimètrica. El moment constructiu més important va ser en el decurs del segle xix, com ho demostren les dues dates que apareixen esculpides: a la llinda de la porta d'entrada principal, 1884, i en una finestra d'un corral, 1861.
Durant les guerres carlines —amb unes altres masies veïnes— va esdevenir un centre de reclutament i mestrança dels tradicionalistes. Hi preparaven els atacs a les poblacions dels afores.
El juny de 2017 hi ha hagut un incendi al paller, un cobert amb teulat d'uralita sense cap interés arquitectònic. El cos principal va romandre intacte.